# Sächsischer Chorverband
Der Sächsische Chorverband e.V. (SCV) ist der Dachverband für sächsische Chöre. Er hat seinen Sitz in Chemnitz.

## Geschichte
Der Sächsische Chorverband wurde im November 2006 durch mehrere sächsische Regionalverbände gegründet. Er ging aus dem Sächsischen Sängerbund hervor und löste damit den parallel bestehenden Chorverband Sachsen als Dachverband ab. Durch die Gründung eines gesamtsächsischen Verbandes fand die Zersplitterung der sächsischen Chorlandschaft seit der politischen Wende 1989 ihr Ende.
Der Sächsische Chorverband initiiert seit 1997 jährlich das Adventssingen sächsischer Chöre im Leipziger Gewandhaus, regelmäßig seit den 1970er Jahren das Sächsische Chorleiterseminar, das Moritzburger Chorfest, das Chorfest Schloss Wackerbarth sowie Gemeinschaftsprojekte und Sängerfeste wie den „Tag des Liedes“, der jährlich mehrmals in verschiedenen sächsischen Städten stattfindet. Außerdem bietet der Verband Workshops und Weiterbildungen sowohl für Chorleiter als auch für Vereinsvorstände an.
Der Sächsische Chorverband vertritt die Interessen seiner Mitglieder gegenüber der Sächsischen Staatsregierung, dem Sächsischen Musikrat, der Kulturstiftung des Freistaates Sachsen und allen anderen relevanten Behörden und Institutionen.
Die Sächsische Chorjugend ist die Jugendorganisation im Sächsischen Chorverband und engagiert sich in der musikalischen Nachwuchsarbeit mit Kindern und Jugendlichen, die Mitglieder sind in der  Deutschen Chorjugend aktiv. Die Sächsische Chorjugend wurde 2020 eine eigenständige Unterglieder des Sächsischen Chorverbands.
Der Sächsische Chorverband gibt vierteljährlich die Verbandszeitschrift Unisono heraus.
Seit dem Jahr 2008 ist der Sächsische Chorverband Träger des  Landesjugendchores Sachsen, der Menschen zwischen 16 und 30 Jahren in einem Auswahlchor vereint.
Der Sächsische Chorverband wurde 2020 gemeinsam mit der Deutschen Chorjugend e. V. und dem Deutschen Chorverband e. V. für das bundesweiten Projekt  #zusammenSINGENwirSTÄRKER mit dem OPUS Klassik Sonderpreises 2020 und des Einheitspreises 2020 ausgezeichnet.

## Untergliederungen
- Leipziger Chorverband e.V.
- Musikbund Chemnitz e.V.
- Ostsächsischer Chorverband e.V.
- Sächsische Chorjugend e.V.
- Westsächsischer Chorverband e.V.

## Präsidenten
- Lilian Megerlin 2006–2008
- Sigo Cramer 2008–2014
- Horst Wehner 2014–2020
- Luise Neuhaus-Wartenberg seit 2020

## Präsidium
- Luise Neuhaus-Wartenberg, Präsidentin
- Wolfgang Richter, Vizepräsident
- Andreas Hauffe, Vizepräsident
- Christine Würfel, Schatzmeisterin
- Nico Nebe, Landeschorleiter
- Hannah Ewald, Landesbeauftragte für Die Carusos!